# Caroline Crachami
Caroline Crachami (Hacia 1815 — 3 de junio de 1824) es a veces citada como la persona más pequeña registrada en la historia, pero como solo tenía nueve años o menos en el momento de su muerte, probablemente seguiría creciendo. Se decía que había nacido en Palermo, Italia, siendo anunciada como el «Hada Siciliana». Sí es la primera persona reconocida como afectada con enanismo primordial, midiendo tan solo 50 cm al momento del fallecimiento; se aseguraba que al nacer pesaba 454 gramos y medía aproximadamente 20 cm de altura.
John James Chalon pintó su conocido retrato en 1826, dos años después de su muerte, donde se aprecia una faz angosta con nariz en pico y mentón pequeño (cara de pájaro), lo que son rasgos típicos del síndrome de Seckel. Debido a su aspecto proporcionado, diminuto, frágil e infantil, en los espectáculos de rarezas del siglo XIX serán presentados como hadas o asociados a ellas, siendo Crachami la primera y la más famosa junto con la mexicana Lucía Zárate.

## Exposición y muerte
La señorita Crachami causó sensación en abril de 1824, cuando llegó para ser exhibida en Londres por un tal Dr. Gilligan que ya la había mostrado previamente en Liverpool, Birmingham y Oxford. Fue un enorme éxito, atrayendo miles de visitantes señalados, y fue presentada en la corte ante el rey Jorge IV. Los observadores notaron que parecía de inteligencia normal para un niño de sus años supuestos, hablaba bien inglés, y sufría una tos persistente.
Murió el 3 de junio de 1824, aparentemente de una dolencia respiratoria, probablemente tuberculosis, y agotamiento. Cada día, cientos de personas hacían cola por un chelín para contemplarla paseando por el escenario con acompañamiento musical; por dos o tres chelines, se podía bailar con ella, cogerla en brazos, darle una palmadita en la cabeza, ofrecerle una o dos galletas. Probablemente, miles de personas lo hicieron durante varias semanas hasta que ese día, después de recibir unas doscientas personas, colapsó y murió en plena exhibición.
Sin inmutarse, su promotor, el doctor Gilligan, le vendió el cuerpo de la niña al museo Hunteriano por 500 libras. En realidad, era irlandesa y sus padres supieron del deceso al leer la noticia en el Cork Inquirer. Su padre se trasladó de inmediato a Inglaterra para impedir cualquier autopsia o disección, pero llegó tarde. Su cadáver ya había sido hervido para quedarse el esqueleto. Todavía sigue en exhibición en el Museo Hunteriano junto al del gigante Charles Byrne, además de algunos objetos conservados: su mascarilla mortuoria y un molde de un brazo, ambos en cera, un par de medias de seda, un par de zapatitos con lazo y un anillo con un rubí.